# Sona Axundova-Qarayeva
Sona Axundova-Qarayeva (ur. 16 października 1898 w Baku, zm. 19 października 1971) – azerska poetka i działaczka społeczna.

## Życiorys
Była córką prawnika İsgəndəra Axundova (1862–1934), absolwenta Uniwersytetu Jagiellońskiego, członka partii Ittihad i Züleyxi Bayraməlibəyovej, pracownicy Departamentu Sprawiedliwości. Miała trzy siostry i dwóch braci. Od 13. roku życia uczyła się w szkole dla dziewcząt w Baku, kontynuowała naukę w Baku, uczyła się także gry na fortepianie. Uzyskała dyplom uniwersytecki – była jedną z pierwszych dobrze wykształconych kobiet w Azerbejdżanie. Pracowała na rzecz redukcji analfabetyzmu, działała w sprawie udziału kobiet w życiu publicznym. Wyszła za mąż za lekarza Abulfaza Qarayeva, poświęciła się rodzinie i wychowaniu dzieci kosztem twórczości literackiej, co uważała za twórcze i dobre dla społeczeństwa. Jej synami byli: chirurg Mursal Qarayev i kompozytor Qara Qarayev.

## Twórczość
Pisała wiersze patriotyczne i zaangażowane społecznie. Publikowała swoje utwory w „İşıq” – pierwszym azerskim czasopiśmie dla kobiet. W 2018 roku w Baku ukazała się trójjęzyczna książka pt. Sona Axundova-Qarayeva. Xatirǝ kitabı = Sona Akhundova-Garayeva. A memorial book = Сона Ахундова-Караева. Книга памяти poświęcona jej osobie.